# گرگوریو گومس
گرگوریو گومس (اسپانیایی: Gregorio Gómez‎; ۲۷ فوریهٔ ۱۹۲۷ – ۲۴ مارس ۲۰۱۵) بازیکن فوتبال اهل مکزیک بود.
از باشگاه‌هایی که در آن بازی کرده‌است می‌توان به باشگاه فوتبال گوادالاخارا اشاره کرد.
وی همچنین در تیم ملی فوتبال مکزیک بازی کرده‌است.